# 1 de septiembre
El 1 de septiembre es el 244.º (ducentésimo cuadragésimo cuarto) día del año —el 245.º (ducentésimo cuadragésimo quinto) en los años bisiestos— en el calendario gregoriano. Quedan 121 días para finalizar el año.

## Acontecimientos
- 5509 a. C.: fecha de la creación del mundo en el Imperio bizantino, que da inicio a su calendario.
- 672: en España comienza el reinado del rey visigodo Wamba.
- 1054: en la llanura cerca del actual yacimiento paleontológico de Atapuerca, 265 km al norte de la villa de Madrid, Fernando I (rey de León) vence y mata a su hermano, García Sánchez el de Nájera (rey de Pamplona) en la batalla de Atapuerca.
- 1513: Vasco Núñez de Balboa parte en su expedición para cruzar el istmo de Panamá, en el que descubriría el océano Pacífico.
- 1520: en Dueñas (España), una multitud de vecinos encabeza una revuelta callejera de carácter antifiscal y antiseñorial, que consigue apresar a los condes de Buendía y rendir a las autoridades locales. Estos hechos tuvieron una repercusión variada en el Reino de Castilla, que se hallaba envuelto en la Rebelión de las Comunidades contra el gobierno de Carlos I de España.
- 1532: en Inglaterra, Ana Bolena se convierte en marquesa de Pembroke por orden de su prometido, el rey Enrique VIII.
- 1715: fallece el rey de Francia Luis XIV, terminando con 72 años de reinado, el más largo de todas las monarquías europeas.
- 1730: en la isla de Lanzarote hace erupción el volcán Timanfaya.
- 1802: en Buenos Aires (virreinato del Río de la Plata), el Dr. Juan Hipólito Vieytes saca a la venta el primer número del Semanario de Agricultura, Industria y Comercio.
- 1804: el astrónomo Karl Ludwig Harding descubre Juno, uno de los más grandes asteroides.
- 1823: en el Perú, Simón Bolívar llega a la ciudad de Lima y asume la suprema autoridad política y militar del país.
- 1864: en Georgia (Estados Unidos) —durante la guerra civil estadounidense (1861-1865)— el ejército confederado ordena la evacuación de Atlanta tras un sitio de cuatro meses por las fuerzas unionistas.
- 1870: Cirilo Antonio Rivarola es designado presidente provisional del Paraguay. Otto von Bismarck y Napoleón III tras la batalla de Sedán.

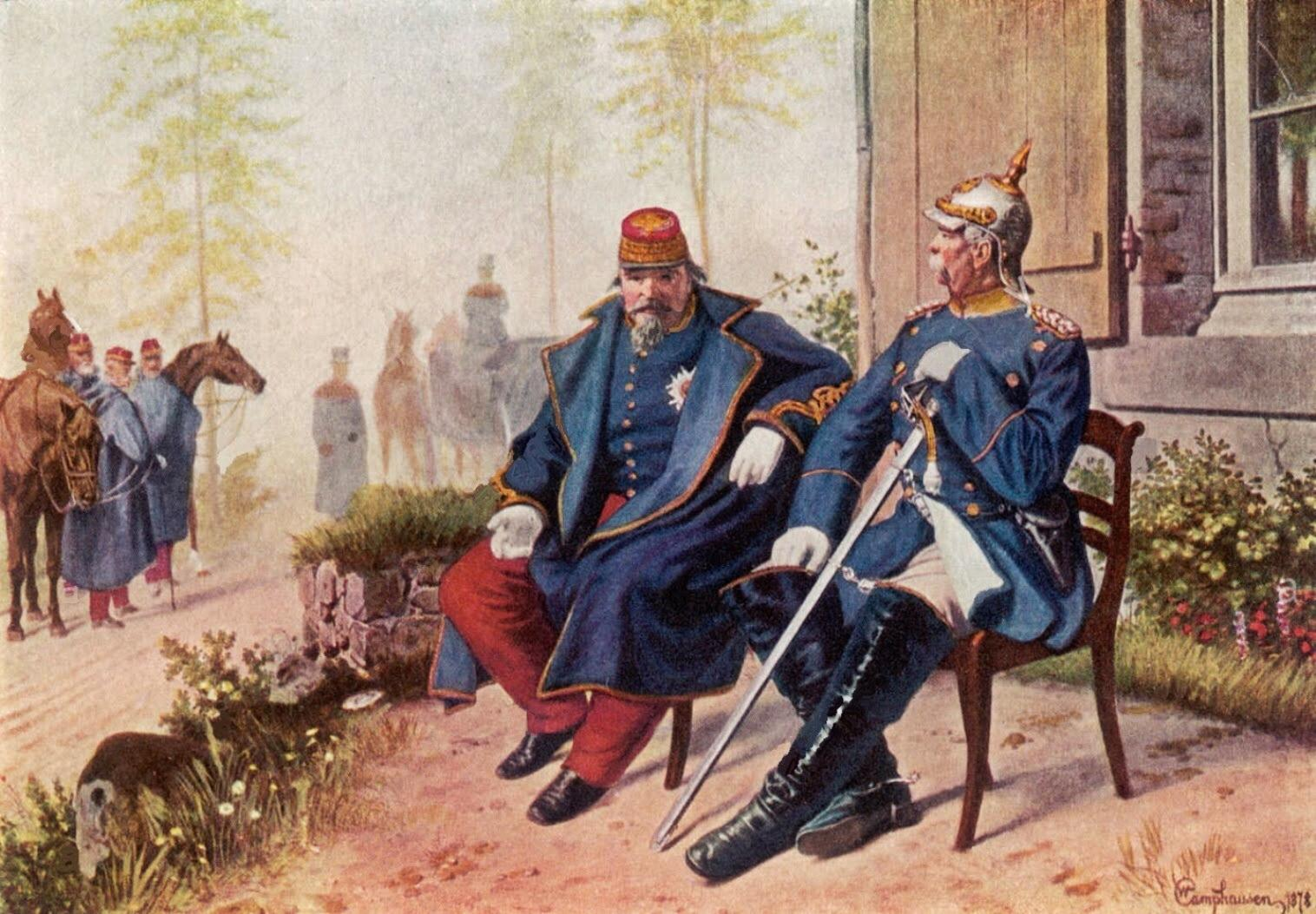
Otto von Bismarck y Napoleón III tras la batalla de Sedán.

- 1870: comienza la batalla de Sedán, en la que Napoleón III, emperador de Francia, se rendiría ante los prusianos.
- 1882: el general Ulises Heureaux toma posesión en su primer periodo como presidente de la República Dominicana.
- 1886: en Zúrich (Suiza) se funda el Grasshopper-Club.
- 1891: en Argentina, Juan Vucetich funda el primer laboratorio de identificación dactiloscópica; en el futuro esta fecha se establecerá como el Día Mundial de la Dactiloscopía.
- 1897: en Boston (Estados Unidos) se inaugura el Metro de Boston.
- 1905: Alberta y Saskatchewan se unen a la Confederación Canadiense.
- 1910: en Brasil se funda Corinthians, uno de sus clubes de fútbol más importantes.
- 1914: la ciudad rusa de San Petersburgo cambia de nombre a Petrogrado.
- 1914: en el zoológico de Cincinnati fallece la última paloma migratoria.
- 1920: el general Henri Gouraud proclama el Estado del Gran Líbano, con Beirut como capital, que conformaría una federación con el resto de los estados creados por Francia (Damasco, Aleppo, Estado Alauita y Jabal al-Druze).
- 1923: el devastador Gran terremoto de Kantō azota gran parte de Japón, y mata a 142 807 personas.
- 1924: en Ecuador, Gonzalo Córdova asume el poder en un ambiente de agitación social y militar.
- 1925: inicio de operaciones del Banco de México, que había sido fundado el 25 de agosto.
- 1928: en Albania, Ahmet Zogu establece la monarquía y se proclama rey.
- 1932: tropas peruanas ingresan a Leticia, dando inicio a la Guerra colombo-peruana
- 1934: José María Velasco Ibarra asume como presidente del Ecuador.

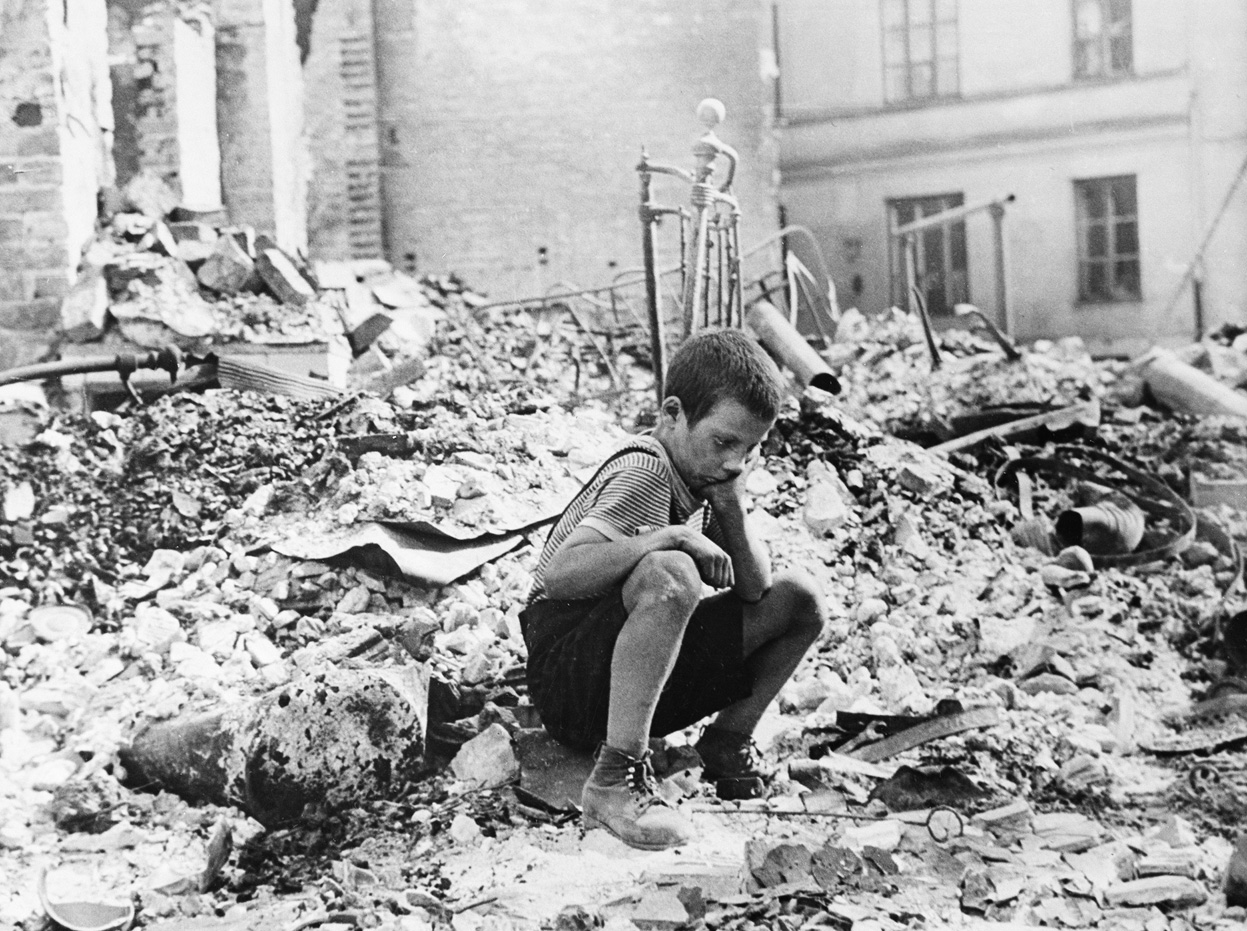
Un niño polaco en las ruinas de Varsovia tras la invasión de la Alemania Nazi.

- 1939: la Alemania Nazi invade Polonia, dando inicio a la Segunda Guerra Mundial.
- 1940: en Ecuador, Carlos Alberto Arroyo del Río asume la presidencia.
- 1946: en Grecia se aprueba en referéndum la restauración de la monarquía con el 68,4% de votos, permitiendo el regreso del rey Jorge II, exiliado desde la creación de la II República Helénica en 1924.
- 1948: en Bonn (Alemania) se constituye el Consejo Parlamentario (presidido por Konrad Adenauer).
- 1950 en México, llega por primera vez la televisión mexicana, ya naciente durante el cuarto informe de gobierno de Miguel Alemán Valdés, expresidente de México, con las televisoras Televicentro y Telesistema Mexicano (ahora Televisa).
- 1951: Australia, Nueva Zelanda y Estados Unidos firman el ANZUS (Tratado Tripartito de Seguridad del Pacífico).
- 1958: en Nueva York (Estados Unidos) comienza sus funciones la Organización Mundial de la Salud (OMS).
- 1959: en Asunción (Paraguay) muere asesinado el locutor de radio y bailarín Bernardo Aranda en el marco de un crimen homofóbico. La dictadura derechista de Alfredo Stroessner produce una lista de 108 homosexuales conocidos y los encarcela como sospechosos. (Hasta la actualidad, en Paraguay a los homosexuales varones se les llama «108»).
- 1961: en Belgrado (Yugoslavia) se realiza la primera conferencia del Movimiento de Países No Alineados.
- 1962: un violento terremoto asola Irán, dejando cerca de 20 000 muertos.
- 1962: la Unión Soviética lanza con destino a Venus la sonda Sputnik 20, pero esta no logrará salir de la órbita terrestre.
- 1968: en la Ciudad de México, inicia operaciones regulares el Canal 13.
- 1969: en Libia, el antidemocratico rey Idris es derrocado por una revolución y asume el poder el revolucionario Muammar al-Gaddafi.
- 1969: la reforma del Párrafo 175 del código penal alemán comienza a aplicarse, permitiendo la práctica de la homosexualidad entre personas mayores de 21 años.
- 1972: en Reikiavik (Islandia) Bobby Fischer se corona campeón mundial de ajedrez al derrotar al soviético Boris Spassky.
- 1974: en Nicaragua el dictador, Anastasio Somoza Debayle es reelegido presidente en una elección fraudulenta.
- 1974: en Teherán (Irán) comienzan los VII Juegos Asiáticos.[1]
- 1978: en Daca (Bangladés) se funda el Partido Nacionalista de Bangladés
- 1979: la sonda espacial Pioneer 11 sobrevuela Saturno a una distancia mínima de 21 000 km.
- 1980: en Buenos Aires, a lo largo de este mes, la Junta Militar experimentó una intensa disputa interna por la sucesión del dictador Jorge Rafael Videla.
- 1981: en la República Centroafricana, un golpe de Estado derroca al gobierno de David Dacko.
- 1982: en México, el presidente José López Portillo durante su último informe de gobierno decreta la nacionalización de la banca privada.
- 1983: en plena Guerra Fría, el vuelo 007 de Korean Air ingresa erróneamente en el espacio aéreo en la soviético (aunque siempre han existido sospechas de espionaje en este caso) y es derribado por aviones caza de combate; mueren los 269 ocupantes.
- 1985: una expedición franco-estadounidense descubre los restos del buque británico Titanic, hundidos en el océano Atlántico desde 1912.

Bandera de Uzbekistán.

- 1989: en Guadalajara (México) se inaugura el tren ligero de esa ciudad.
- 1991: Uzbekistán se independiza de la Unión Soviética.
- 1992: un terremoto y maremoto azota Nicaragua, dejando 116 muertos y 153 desaparecidos.
- 1994: en Panamá, Ernesto Pérez Balladares asume la presidencia.
- 1997: se estrena por primera vez en la televisión mexicana el manga y anime japonés Dragon Ball Z bajo la dirección de Intertrack México.
- 1999: en Panamá, Mireya Moscoso asume la presidencia.
- 2004: en Beslán (Osetia del Norte), terroristas chechenos dan inicio a la toma de rehenes en una escuela (Masacre de Beslán).
- 2004: en Panamá, Martín Torrijos Espino asume la presidencia.
- 2005: Sony Computer Entertainment lanza la PlayStation Portable (PSP).
- 2006: Luxemburgo es el primer país en completar la transición de televisión analógica a digital.
- 2010: en Estados Unidos, Apple lanza la sexta generación de su iPod Nano.
- 2011: en Estados Unidos se crea la red social Snapchat.
- 2012: en la Unión Europea dejan de fabricarse bombillas incandescentes.[2]
- 2016: en Venezuela, la oposición política prevé una movilización a la capital del país denominada como la supuesta «Toma de Caracas», con el propósito de presionar al gobierno de  Nicolás Maduro, para llevar a cabo el referéndum revocatorio la marcha resultó en fracaso y el referéndum no se realizó.[3]
- 2017: El huracán "Harvey" provoca, a su paso por Texas, las mayores inundaciones en la historia de EE. UU., con más 63 muertos y más de 30.000 evacuados.
- 2018: en México, entra en sesiones la LXIV Legislatura del Congreso de la Unión.[4]
- 2019: el presidente alemán, Frank Walter Steinmeier, pide perdón a Polonia, en el 80 aniversario del inicio de la II Guerra Mundial, por el daño causado por el nazismo alemán.
- 2022: en Buenos Aires (Argentina), el joven Fernando André Sabag Montiel intenta asesinar a la vicepresidenta Cristina Fernández de Kirchner, gatillando en su cara dos veces con un arma Bersa calibre 7.5 mm, que se atascó y no llegó a efectuar los disparos.

## Nacimientos
- 1341: Federico III de Sicilia, rey siciliano (f. 1377).
- 1453: Gonzalo Fernández de Córdoba, "El Gran Capitán", militar castellano (f. 1515).
- 1526: Catalina Jagellón, aristócrata polaca, reina de Suecia (f. 1583).
- 1529: Taddeo Zúccaro, pintor italiano (f. 1566).
- 1566: Edward Alleyn, actor inglés (f. 1626).
- 1588: Enrique II de Borbón-Condé, aristócrata francés (f. 1646).
- 1651: Natalia Naryshkina, zarina rusa (f. 1694).
- 1653: Johann Pachelbel, compositor alemán (f. 1706).
- 1689: Kilián Ignác Dientzenhofer, arquitecto checo-alemán (f. 1751).
- 1692: Egid Quirin Asam, escultor alemán (f. 1750).
- 1709: Domingo de Basavilbaso, empresario y político español, fundador del correo en el Río de la Plata (f. 1775).
- 1711: Guillermo IV, aristócrata neerlandés (f. 1751).
- 1718: Antoine de Chézy, ingeniero francés (f. 1798).
- 1756: Miguel José Sanz, abogado, político y periodista venezolano, prócer de la independencia (f. 1814).
- 1758: George Spencer, aristócrata británico (f. 1834).
- 1761: Heinrich Eberhard Gottlob Paulus, teólogo alemán (f. 1852).
- 1778: James Thompson, educador y pastor bautista escocés (f. 1884).
- 1795: James Gordon Bennett, periodista estadounidense, fundador del New York Herald (f. 1872).
- 1804: Mariana Pineda, heroína y símbolo de la aportación española a la lucha por los derechos y libertades en Europa (f. 1831).
- 1814: Ignacio Mejía, militar y político mexicano (f. 1906).
- 1835: William Stanley Jevons, economista británico (f. 1882).
- 1838: Dardo Rocha, abogado y militar argentino, fundador de la ciudad de La Plata (f. 1921).
- 1839: Sarah Winchester, esposa del magnate William Wirt Winchester y heredera del 51% de las acciones de la empresa, convirtiéndose en una de las mujeres más ricas del mundo.
- 1846: Carlo Cafiero, anarquista italiano (f. 1892).
- 1848: Auguste-Henri Forel, entomólogo suizo (f. 1931).
- 1854: Engelbert Humperdinck, compositor alemán (f. 1921).
- 1855: Innokienti Ánnienski, poeta ruso (f. 1901).
- 1862: Inazō Nitobe, escritor y diplomático japonés (f. 1933).
- 1864: Roger Casement, diplomático británico, poeta y revolucionario irlandés (f. 1916).
- 1865: Enrique Tornú, cirujano e higienista argentino (f. 1901).
- 1875: Edgar Rice Burroughs, escritor estadounidense, creador de Tarzán (f. 1950).
- 1877: Francis Aston, físico y químico británico, premio nobel de química en 1922 (f. 1945).
- 1878: Tullio Serafin, director de orquesta y músico italiano (f. 1968).
- 1886: Othmar Schoeck, director de orquesta y compositor suizo (f. 1957).
- 1886: Tarsila do Amaral, pintora brasileña (f. 1973).
- 1887: Blaise Cendrars, escritor suizo-francés (f. 1961).
- 1892: Harold Lamb, historiador, novelista y guionista de cine estadounidense (f. 1962).
- 1893: Alfonso Grosso Sánchez, pintor español (f. 1983).
- 1893: Betty Blythe, actriz estadounidense (f. 1972).
- 1896: Bhaktivedanta Swami Prabhupada, religioso indio, fundador del movimiento Hare Krishna (f. 1977).
- 1897: Johan de Haas, escritor y anarquista neerlandés (f. 1945).
- 1898: Richard Arlen, actor estadounidense (f. 1976).
- 1900: José Pedro Cea, futbolista uruguayo (f. 1970).
- 1906: Joaquín Balaguer, político y presidente dominicano (f. 2002).
- 1906: Franz Biebl, compositor alemán (f. 2001).
- 1906: Eleanor Hibbert, escritora británica (f. 1993).
- 1907: Gabriel Sánchez de la Cuesta, médico español (f. 1982).
- 1910: Pierre Bézier, matemático francés (f. 1999).
- 1911: Francisco Bonilla Martí, obstetra y ginecólogo español (f. 1994).
- 1911: Kōmei Abe, compositor, director de orquesta y músico japonés (f. 2006)
- 1915: Émile Masson, ciclista belga (f. 2011).
- 1915: Xam, pintor español (f. 2001).
- 1917: Rinus Meijer, escultor neerlandés (f. 1985).
- 1920: Leny Eversong, cantante brasileña (f. 1984).
- 1920: Richard Farnsworth, actor estadounidense (f. 2000).
- 1920: Joyce King, atleta australiana (f. 2001).
- 1920: Hubert Lampo, escritor belga (f. 2006).
- 1920: Reynaldo Mompel, actor argentino (f. 2005).
- 1922: Yvonne De Carlo, actriz canadiense (f. 2007).

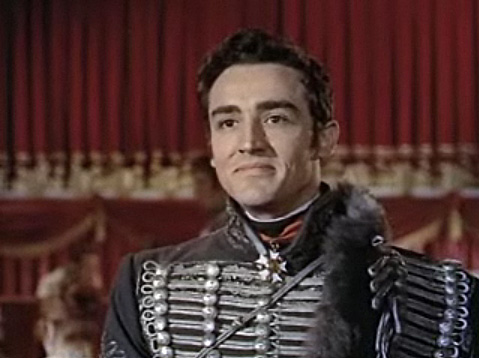
Vittorio Gassman

- 1922: Vittorio Gassman, actor italiano (f. 2000).
- 1923: Rocky Marciano, boxeador estadounidense (f. 1969).
- 1923: Kenneth Thomson, coleccionista y empresario canadiense (f. 2006).
- 1924: Gustavo Bueno, filósofo español (f. 2016).
- 1925: Roy J. Glauber, físico estadounidense, premio nobel de física en 2005 (f. 2018).
- 1925: Art Pepper, saxofonista y músico estadounidense de jazz (f. 1982).
- 1928: George Maharis, actor, cantante y artista plástico estadounidense (f. 2023).
- 1929: Eduardo Colombo, médico y anarquista argentino (f. 2018).
- 1930: Roberto González Barrera, empresario y filántropo mexicano (f. 2012).
- 1930: Michel Serrés, filósofo francés (f. 2019).
- 1931: Abdul Haq Ansari, pensador islámico indio (f. 2012)
- 1931: Arturo Pomar, ajedrecista español (f. 2016)
- 1933: Conway Twitty, músico country estadounidense (f. 1993).
- 1933: Ann Richards, política estadounidense (f. 2006).
- 1934: Terepai Maoate, político cookiano (f. 2012).
- 1935: Raúl Araiza, productor y cineasta mexicano (f. 2013).
- 1935: Seiji Ozawa, director de orquesta y músico japonés.
- 1936: Valeri legásov, científico soviético reconocido por su trabajo de investigación en la explosión de la planta nuclear de Chernóbil el 26 de abril de 1986 (f. 1988).
- 1937: Allen Jones, artista británico.
- 1938: Per Kirkeby, pintor danés.
- 1939: Xavier Rubert de Ventós, filósofo, escritor, catedrático y político español.
- 1939: Lily Tomlin, actriz y comediante estadounidense.
- 1940: Annie Ernaux, escritora y catedrática francesa, Premio Nobel de Literatura 2022.
- 1942: C. J. Cherryh, escritora estadounidense.
- 1942: António Lobo Antunes, escritor portugués.
- 1943: Raymundo Capetillo, actor mexicano (f. 2020).
- 1944: Leonard Slatkin , director de orquesta estadounidense.
- 1945: Mustafa Balel, escritor y traductor turco.

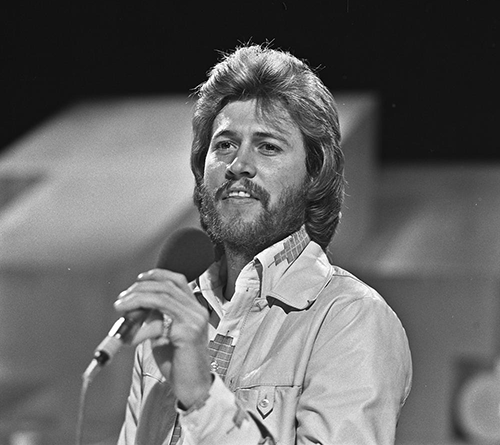
Barry Gibb

- 1946: Barry Gibb, músico británico, de la banda Bee Gees.
- 1946: Roh Moo-hyun, presidente surcoreano (f. 2009).
- 1947: Leonardo Simons, presentador de televisión argentino (f. 1996).
- 1948: Ramón Jáuregui, político español.
- 1950: Mijaíl Fradkov, político ruso.
- 1950: Phil McGraw, psicólogo, presentador de televisión y escritor estadounidense.
- 1951: Yoel Acosta Chirinos, militar y político venezolano.
- 1951: Cristina Lemercier, actriz y presentadora de televisión argentina (f. 1996).
- 1952: Benjamín Monterroso, futbolista y entrenador guatemalteco.
- 1955: Jesús Bonilla, actor y cineasta español.

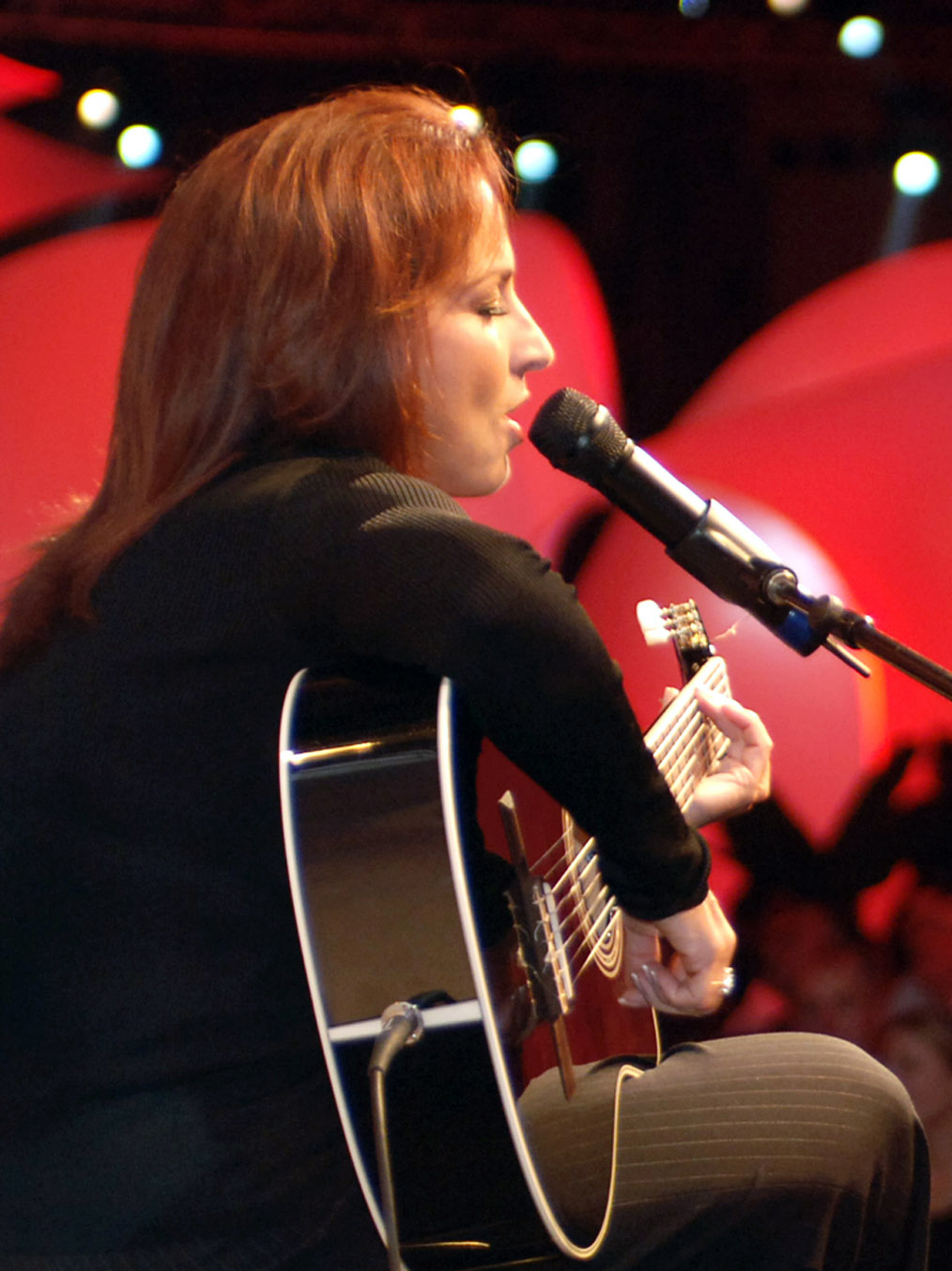
Gloria Estefan

- 1957: Gloria Estefan (Gloria María Milagrosa Fajardo García), cantante estadounidense.
- 1957: Duško Ivanović, jugador y entrenador de baloncesto montenegrino.
- 1957: Mohammad Ali Jafari, militar iraní, comandante actual de la guardia revolucionaria.
- 1958: Armi Aavikko, cantante finlandesa (f. 2002).
- 1960: Eric Adams, político estadounidense.
- 1961: Scott Bigelow, luchador profesional estadounidense (f. 2007).
- 1962: Ruud Gullit, futbolista neerlandés.
- 1965: Craig McLachlan, actor y cantante australiano.
- 1966: Tim Hardaway, baloncestista estadounidense.
- 1966: Ariel Rivera, actor y cantante filipino.
- 1968: Mohamed Atta, terrorista egipcio cabecilla del 11S y participante del atentado (f. 2001).
- 1968: Franck Lagorce, piloto de automovilismo francés.
- 1969: Armando Araiza, actor mexicano.
- 1969: Enric Masip, jugador español de balonmano.
- 1969: Darío Scotto, futbolista argentino.
- 1970: Hwang Jung-min, actor surcoreano.
- 1970: Padma Lakshmi, actriz, modelo y presentadora de televisión india.
- 1971: Lââm, cantante francesa de origen tunecino.
- 1971: Jimmy Snuka, Jr., luchador profesional estadounidense.
- 1971: Hakan Şükür, futbolista turco.
- 1972: José Luis García Pérez, actor español.
- 1973: Úrsula Strenge, presentadora de televisión, psicóloga y política ecuatoriana.
- 1975: Cuttino Mobley, baloncestista estadounidense.
- 1975: Omar Rodríguez-López, músico puertorriqueño, de la banda The Mars Volta.
- 1975: Scott Speedman, actor anglo-canadiense.
- 1975: Maritza Rodríguez, actriz, modelo, presentadora y empresaria colombiana.
- 1976: Érik Morales, boxeador mexicano.
- 1976: Jada Fire, actriz pornográfica estadounidense.
- 1976: Takashi Fukunishi, futbolista japonés.
- 1977: David Albelda, futbolista español.
- 1977: Prisca Steinegger, futbolista suiza.
- 1979: James O'Connor, futbolista irlandés.
- 1979: Fernando Varela, futbolista español.
- 1979: Cecilia Piñeiro, actriz mexicana.
- 1980: Sammy Adjei, futbolista ghanés.
- 1980: José Madero Vizcaíno, Cantautor, escritor, podcaster y productor musical mexicano, ex-vocalista de Pxndx.
- 1981: Luis Rojas Alou, entrenador dominicano.
- 1982: Ryan Gomes, baloncestista estadounidense.
- 1982: Guillermo Dutra, futbolista uruguayo.
- 1983: Marcelo Carrusca, futbolista argentino.
- 1983: José Antonio Reyes, futbolista español (f. 2019).
- 1984: Joseph Trohman, guitarrista estadounidense, de la banda Fall Out Boy.
- 1984: Yūta Hiraoka, actor japonés.
- 1985: Camile Velasco, cantante filipina.
- 1986: Calais Campbell, jugador estadounidense de fútbol americano.
- 1986: Gaël Monfils, tenista francés.
- 1986: Stella Mwangi, cantante noruega de origen keniano.
- 1987: Emma Kete, futbolista neozelandesa.
- 1988: Chanel West Coast, rapera y modelo estadounidense
- 1989: Bill y Tom Kaulitz, músicos alemanes, de la banda Tokio Hotel.
- 1989: Jefferson Montero, futbolista ecuatoriano.
- 1989: Daniel Sturridge, futbolista británico.
- 1989: Lea Sirk, cantante eslovena.
- 1990: Ryann Torrero, futbolista chilena.
- 1990: Stanislav Tecl, futbolista checo.
- 1991: Haukur Heiðar Hauksson, futbolista islandés.
- 1992: Gisela Pino, futbolista chilena.
- 1992: Kirani James, atleta granadino.
- 1994: Carlos Sainz Jr., piloto de automovilismo español.
- 1994: Bianca Ryan, cantante estadounidense.
- 1995: Munir, futbolista español.
- 1995: Vladyslav Kabayev, futbolista ucraniano.

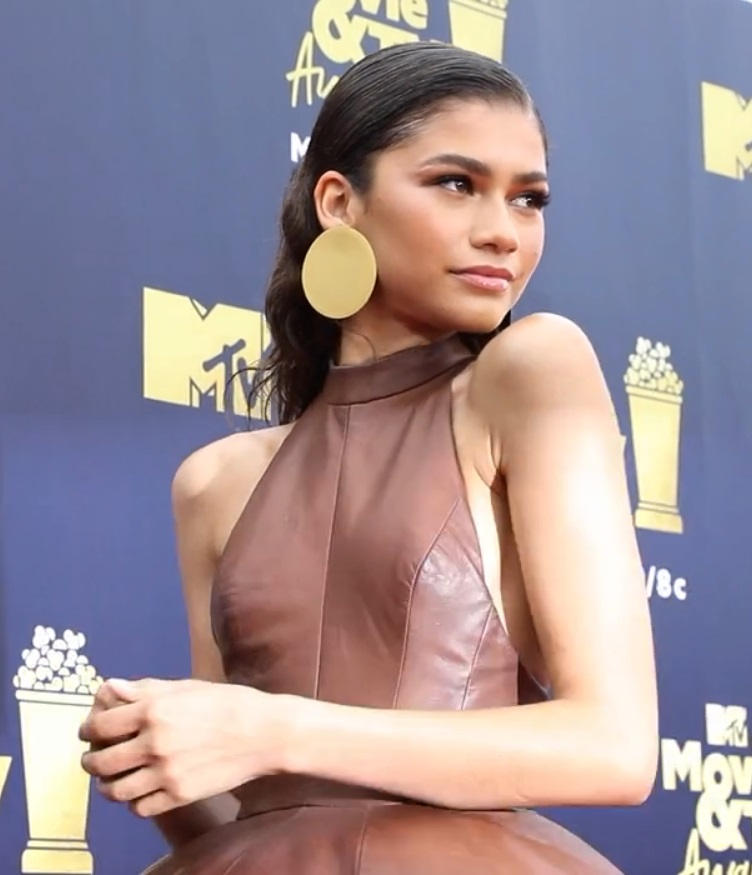
Zendaya

- 1996: Elsa Jean, actriz estadounidense.
- 1996: Zendaya, actriz estadounidense.
- 1997: Jungkook, cantante surcoreano, integrante del grupo BTS.
- 1998: Juan Manuel Celaya, clavadista mexicano.
- 2000: Jin Ho-eun, actor surcoreano.
- 2003: An Yu-jin, cantante y modelo surcoreana.

## Fallecimientos
- 870: Muhammad Ibn Ismail Al-Bujari, erudito islámico (n. 810).
- 1054: García Sánchez III de Pamplona, rey de Pamplona y Nájera (n. 1012).
- 1067: Balduino V, aristócrata flamenco (n. 1012).
- 1159: Adriano IV, papa inglés (n. 1100).
- 1256: Kujō Yoritsune, shogun japonés (n. 1218).
- 1557: Jacques Cartier, explorador francés (n. 1491).
- 1581: Gurú Ram Das, religioso pakistaní, cuarto de los diez gurúes de la religión sij (n. 1534).
- 1615: Étienne Pasquier, historiador francés (n. 1529).
- 1648: Marin Mersenne, matemático francés (n. 1588).
- 1687: Henry More, filósofo británico (n. 1614).
- 1715: François Girardon, escultor francés (n. 1628).

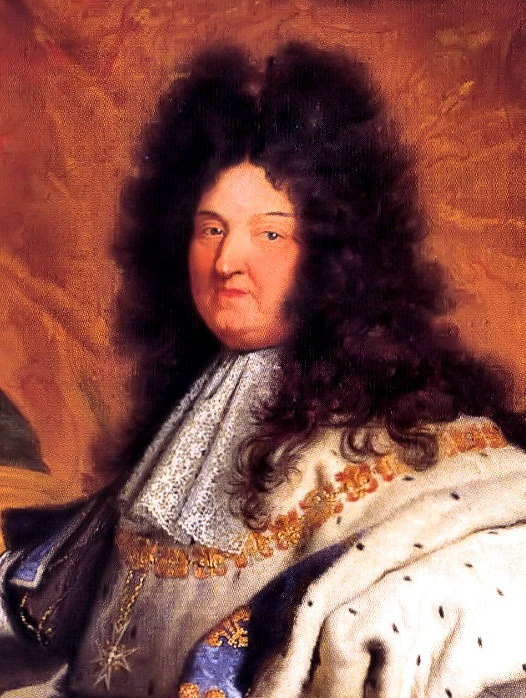
Luis XIV

- 1715: Luis XIV, el Rey Sol, rey de Francia (n. 1638).
- 1729: Richard Steele, ensayista, dramaturgo y estadista británico (n. 1672).
- 1773: John Tarleton, comerciante y político británico (n. 1719).
- 1838: William Clark, explorador estadounidense (n. 1770).
- 1850: Karl Friedrich von Gärtner, botánico alemán (n. 1772).
- 1856: William Yarrell, naturalista británico (n. 1784).
- 1871: Luis González Bravo, escritor y político español (n. 1811).
- 1906: Giuseppe Giacosa, poeta italiano (n. 1847).
- 1936: Isaac Puente, médico vasco, teórico del anarquismo (n. 1896).
- 1942: Juan José Domínguez Muñoz, falangista español antifranquista (n. 1916).
- 1947: Frederick Russell Burnham, militar estadounidense, inspirador del escultismo (n. 1861).
- 1948: Feng Yuxiang, caudillo militar y político republicano chino (n. 1882)
- 1951: Wols (Alfred Schultze), pintor y fotógrafo alemán (n. 1913).
- 1961: Eero Saarinen, arquitecto estadounidense (n. 1910).
- 1968: Giuseppe Enrici, ciclista italiano (n. 1898).
- 1969: Michael Lippert, militar alemán comandante de las SS nazis (n. 1897).
- 1970: François Mauriac, escritor francés, premio nobel de literatura en 1952 (n. 1885).
- 1972: He Xiangning, revolucionaria, feminista, pintora y poeta china (n. 1878)

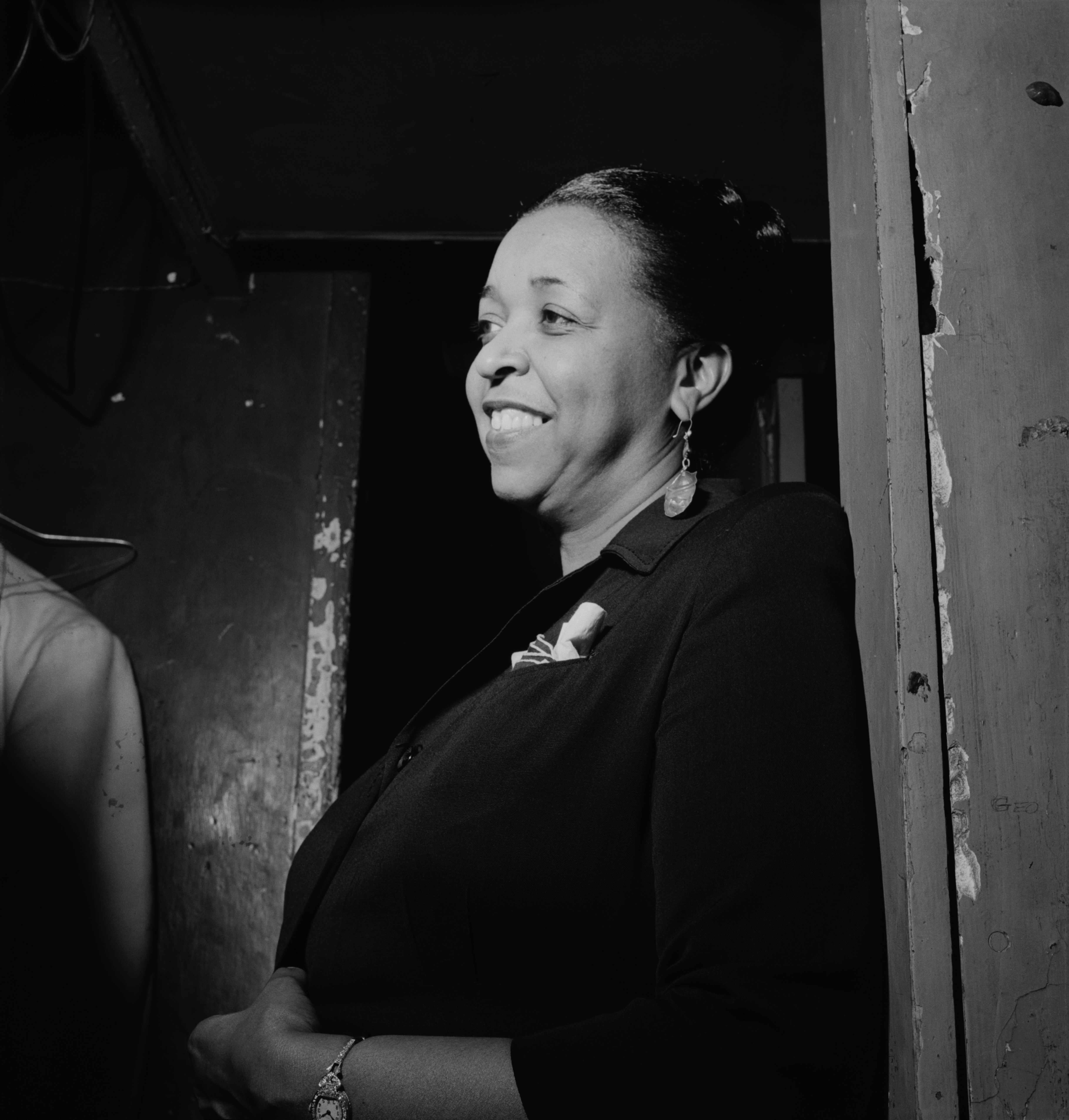
Ethel Waters

- 1977: Ethel Waters, actriz y cantante estadounidense (n. 1896).
- 1981: Albert Speer, arquitecto alemán nazi (n. 1905).
- 1982: Haskell Curry, matemático y lógico estadounidense (n. 1900).
- 1982: Vladislav Gomulka, político polaco (n. 1905).
- 1983: Joaquín Manuel Gutiérrez, futbolista y entrenador costarricense (n. 1893).
- 1985: Stefan Bellof, piloto de automovilismo alemán (n. 1957).
- 1986: Ramón Carande, historiador y economista español (n. 1887).
- 1987: Alfredo Saint-Jean, militar y dictador argentino (n. 1926).
- 1988: Luis Walter Álvarez, científico estadounidense, premio nobel de física en 1968 (n. 1911).
- 1989: Kazimierz Deyna, futbolista polaco (n. 1947).
- 1990: Afanasi Beloborodov, militar soviético (n. 1903)
- 1990: Arnoldo Gabaldón, médico, investigador y político venezolano (n. 1909)
- 1991: Otl Aicher, diseñador alemán (n. 1922).
- 1991: Don Pelele (Francisco Quiroga), humorista y actor argentino (n. 1923).
- 1995: Juan José Míguez, actor argentino (n. 1918). [1995].:[Gerardo Hemmer].actor mexicano(n.en 1970).
- 1995: María de la Cruz Toledo, política y activista chilena (n. 1912).
- 1997: Zoltán Czibor, futbolista húngaro (n. 1929).
- 2003:
  - Eulalio González, actor, locutor, director de cine, guionista y cantautor mexicano (n. 1921)
  - Ramón Serrano Súñer, abogado y político español (n. 1901).
- 2004: Ripsimé Djanpoladián, armenóloga, epigrafista y arqueóloga soviética de origen armenio (n. 1918)
- 2007: Rafael Ortega Porras, alfarero y ceramista español (n. 1938).
- 2009: Jang Jin-young, actriz surcoreana (n. 1972)
- 2013:
  - Ignacio Eizaguirre, futbolista y entrenador español (n. 1920)
  - Jean Haritschelhar, escritor francés (n. 1923).
  - Tommy Morrison, boxeador estadounidense (n. 1969).
- 2016: Jon Polito, actor estadounidense (n. 1950).
- 2018: Randy Weston, pianista estadounidense (n. 1926).
- 2020:
  - Vladislav Krapivin, escritor ruso (n. 1938).
  - Erick Morillo, DJ y productor musical colombo-estadounidense (n. 1971).
  - John Sarkis Najarian, cirujano estadounidense, pionero de los trasplantes de órganos (n. 1927).

- 2021:

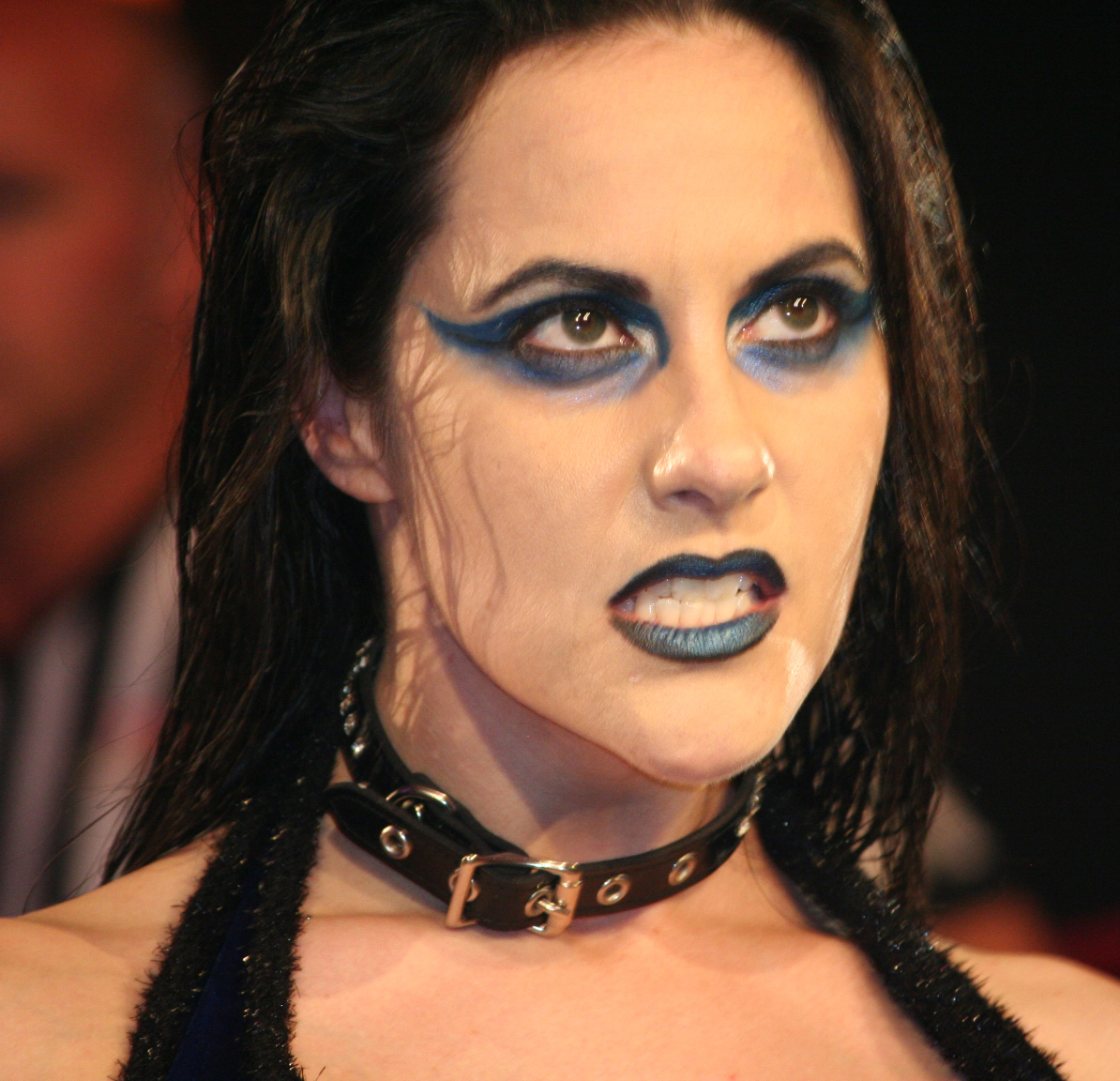
Daffney (Shannon Spruill, 1975-2021).

  - Adalberto Álvarez, músico cubano, «el Caballero del Son» (n. 1948).
  - Daffney (Shannon Claire Spruill), luchadora profesional y actriz estadounidense (n. 1975).
  - José Luis Navas-Migueloa, escritor y periodista español (n. 1937).
  - Norberto Oyarbide, juez federal y abogado argentino (n. 1951).
  - José María Paolantonio (89), abogado, dramaturgo, guionista y director de cine, de teatro y de televisión argentino (n. 1932).
- 2022: Nelly Trenti (85), conductora y locutora argentina (n. 1937).
- 2023: Jimmy Buffett, cantautor estadounidense (n. 1946).
- 2024: Romárico Sotomayor García (87), general y político cubano, diputado a la Asamblea Nacional del Poder Popular y miembro del Comité Central del Partido Comunista de Cuba (n. 1938).

## Celebraciones
- Día Mundial de la Dactiloscopia.[5]
- Día Internacional de los Primates.
- Primer día de clases en muchos países de Asia, Europa y América del Norte.

 Por países
(Por orden alfabético)
- Argentina:
  - Día del Periodista Agropecuario.[6]En conmemoración de la fecha de 1802 (hace ya 222 años, 11 meses y 19 días) en la que se publicó el primer número del Semanario de Agricultura, Industria y Comercio, editado por Hipólito Vieytes.
  - Día del Criminalista.[7]Ciencia en la que se aplican conocimientos, métodos y técnicas de investigación científicas para el examen del material relacionado con un hecho delictivo.
    -  Entre Ríos: Día de la Cocinera. Para reconocer y revalorizar la tarea diaria de las mujeres que se desempeñan en los comedores escolares de la provincia de Entre Ríos, el gobernador firmó el Decreto 5251 del año 2008 que reconoció al 1 de septiembre como día de las cocineras.[8](Esta celebración se remite solamente a esta provincia, aunque algunos lo confunden como día nacional).

- Australia:
  - Día de la Acacia.

- Eslovaquia:
  - Día de la Constitución.

- Honduras:
  - Día de la Bandera.

- Japón:
  - Día de Prevención de Desastres.

- Nueva Zelanda:
  - Día de Actos de Bondad al Azar.

- Perú:
  - Día del Árbol.[9]

- Polonia:
  - Día de los Veteranos.

- República de China:
  - Día del Periodista.

- Uzbekistán:
  - Día de la Independencia.
  - México

Compartidas
- Rusia,  Ucrania,  Bielorrusia y  Armenia:
  - Día del conocimiento.

### Santoral católico
- Nuestra Señora de los Remedios.[10]
- San Arturo.
- San Josué (s. IX a. C.).

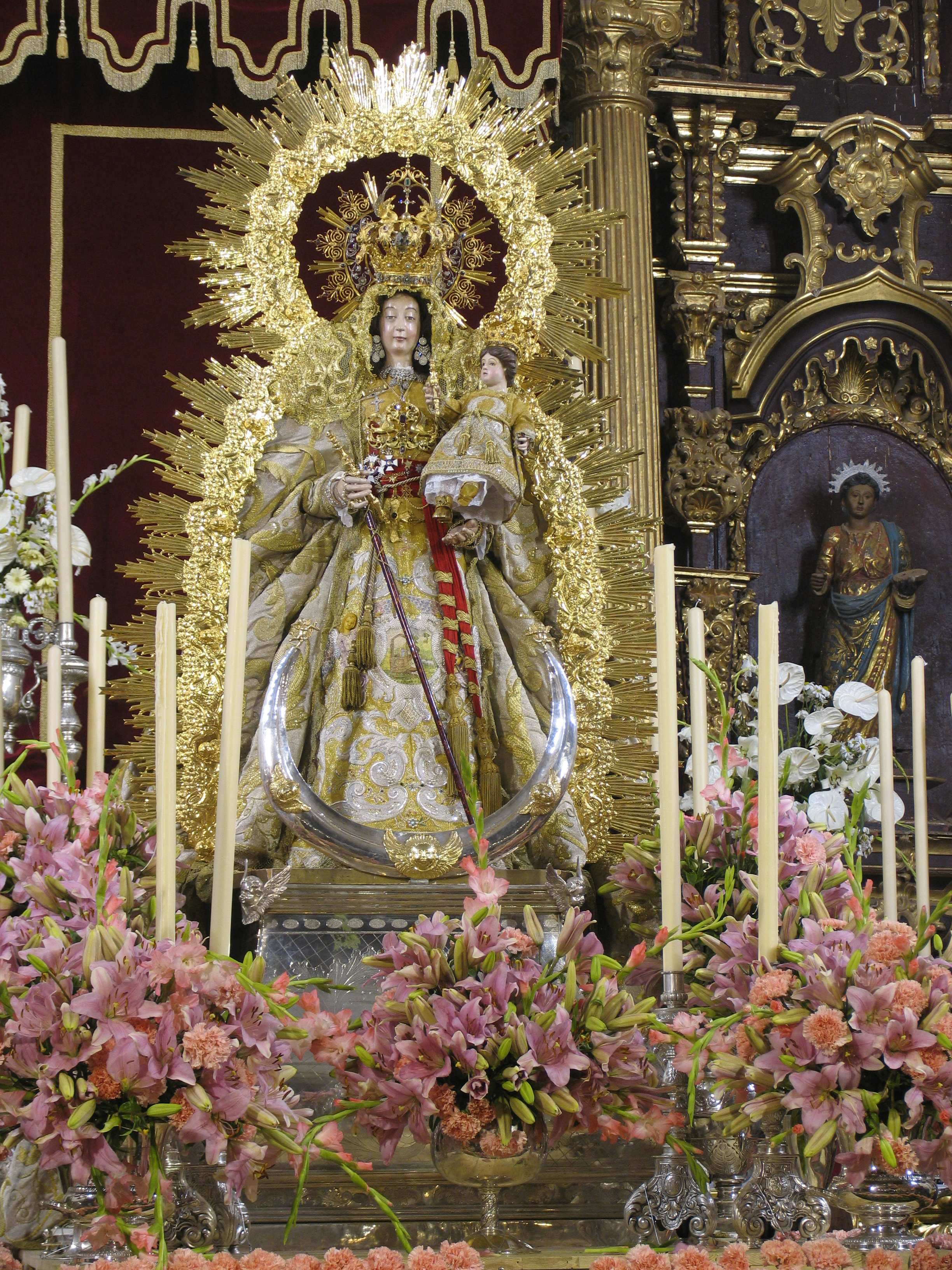
Nuestra Señora Santa María de los Remedios, de Fregenal de la Sierra.

- San Sixto de Reims, obispo (s. III).
- San Prisco de Capua, mártir (s. IV).
- San Terenciano de Todi, obispo (s. IV).
- San Vicente de Dax, obispo y Leto de Dax, mártires (s. IV).
- Santa Verena de Zurzach (s. IV).
- San Victorio de Le Mans, obispo (490).
- San Constancio de Aquino, obispo (570).
- San Gil de Nimes (s. VI).
- San Lupo de Sens, obispo (623).
- San Gil de Casaio, monje y abad (siglo XII).
- Beata Juliana de Collalto, abadesa (1262).
- Beata Juana Soderini, virgen (1367).
- Beatos Cristino Roca Huguet y once compañeros, mártires (1936).
- Beato Alfonso Sebastiá Viñals, presbítero y mártir (1936).
- Beatos Pedro Rivera Rivera, María del Carmen Moreno Benítez y María del Refugio Carbonell Muñoz, mártires (1936).

### Santoral anglicano
- David Pendleton Oakerhater.
- San Egidio.